# Cladonia itatiaiae
Cladonia itatiaiae är en lavart som beskrevs av Ahti & Marcelli. Cladonia itatiaiae ingår i släktet Cladonia och familjen Cladoniaceae.   Inga underarter finns listade i Catalogue of Life.